# Трентини, Кэролайн
Кэролайн Трентини (порт. Caroline Aparecida Trentini; родилась 6 июля 1987, Панамби) — бразильская супермодель. Родилась на юге Бразилии. Входит в десятку самых высокооплачиваемых супермоделей Бразилии. В модельном бизнесе более 8 лет.

## Детство
Трентини родилась в Панамби, Риу-Гранди-ду-Сул.  Она младшая дочь в семье Лурдес и Джако Трентини, который скончался, когда Кэролайн был всего год. У неё есть 2 старшие сестры Франциль и Элен. Хотя Лурдес никогда раньше не работала, она всё же начала это делать после того, как Джако не стало и вырастила своих дочерей в одиночку.

## Карьера
В 2000 году Трентини была замечена тем же агентом, который открыл миру модель Жизель Бюндхен, вскоре после этого она переехала из Сан-Паулу в Нью-Йорк.
С 15 лет Кэролайн живёт в Нью-Йорке, приняла участие в более чем в 100 дефиле, демонстрируя последние коллекции (Нью-Йорк, Милан, Париж и др.). Поворотным моментом в карьере Трентини стала рекламная кампания линии Марка Джейкобса Marc by Marc Jacobs. Сотрудничала с компаниями Louis Vuitton, Valentino, Versace, Victoria's Secret, Chanel, Christian Dior, L.A.M.B., Baby Phat, Vera Wang, Oscar de la Renta, Carolina Herrera, Ralph Lauren, Calvin Klein и Dolce & Gabbana. Снималась для обложек журналов ELLE, Harper's Bazaar, Vogue и других.
В 2007 году Трентини вошла в список World’s Next Top Models журнала Vogue наряду с такими моделями, как Дауцен Крус, Джессика Стэм, Ракель Циммерман, Саша Пивоварова, Агнесс Дин, Коко Роша, Хилари Рода, Шанель Иман и Лили Дональдсон.
В 2008 году агент, Джеймс Скалли, отзывался о ней так:

«Идеальное тело. Всегда полна энергии, всегда жизнерадостна, не встречал никого лучше нее со времен Кармен Каас. Она может демонстрировать что угодно».

## Личная жизнь
Сейчас Кэролайн живёт в Нью-Йорке. В 2009 году встречалась с Виктором Демаршелье, сыном фотографа Патрика Демаршелье. 6 марта 2012 года состоялась свадьба Кэролайн Трентини и бразильского фотографа Фабио Бартелта. У них двое сыновей: Бенто Джейкоб Трентини Бартелт (родился 9 августа 2013 года) и Беноа Джейкоб (родился 2 июня 2016 года).